# Антонов, Яков Петрович
Яков Петрович Антонов (1865—1917) — русский военный  деятель, полковник  (1912). Герой Первой мировой войны.

## Биография
В 1882 году  после окончания Воронежского кадетского корпуса вступил в службу. В 1883 году после окончания Николаевского кавалерийского училища и Михайловского артиллерийского училища произведён в хорунжии и выпущен в 1-ю Донскую казачью батарею. В 1885 году произведён в сотники, в  1899 году в подъесаулы, в 1900 году в есаулы.
В 1905 году произведён в войсковые старшины, командир батареи. С 1912 года полковник, командир 2-го Донского казачьего артиллерийского дивизиона 12-й кавалерийской дивизии.

С 1914 года участник Первой мировой войны, во главе своего дивизиона, был ранен. 7 февраля 1916 года за храбрость награждён Георгиевским оружием: 
За то, что в боях у д. Рудзвияны с 10-го по 15-е июня 1915 года, находясь на передовом наблюдательном пункте, в сфере действительного огня, энергично руководил огнём наших батарей, успешно борясь с тяжёлой артиллерией противника и своей самоотверженной работой нанёс большие потери противника и дал возможность нашим войскам устроится на позиции
С 1916 года находился в резерве чинов при штабе Киевского военного округа по болезни.

## Награды
- Орден Святого Станислава 2-й степени  (1906)
- Орден Святой Анны 2-й степени  (1910)
- Орден Святого Владимира 4-й степени с мечами и бантом (ВП 3.03.1915)
- Орден Святого Владимира 3-й степени с мечами (ВП 3.03.1915)
- Георгиевское оружие (ВП 7.02.1916)